# Szputnyik–2
A Szputnyik–2 (oroszul: Спутник–2)  vagy PSZ–2 szovjet műhold, melyet 1957. november 3-án indítottak. Ez volt a Föld körüli pályára állított második űreszköz, és az első olyan űrjármű, amely élőlényt szállított a fedélzetén. A világűrbeli súlytalanság állapotába került első élőlény egy Lajka nevű kutya volt.

## A küldetés menete
A Szputnyik–2-t 1957. november 3-án indították a bajkonuri űrrepülőtérről egy Szputnyik hordozórakétával. A műhold pályája 7306×211 km-es, elnyújtott elliptikus pálya volt,  a pályasík hajlásszöge 65,33°. A műhold keringési ideje 103,7 perc volt. A  pálya elérése után az orrkúp sikeresen levált, de az „A” blokk nem különült el úgy, ahogyan azt tervezték. Ez a hiba megakadályozta a hőmérséklet-szabályozó rendszer működését, ezenkívül a hőszigetelés is megsérült. A belső hőmérséklet elérte a 40 °C-ot, így feltételezések szerint a műhold utasa, Lajka kutya csak 4–5 órát élhetett. A műhold 162 nappal a start után, 1958. április 14-én belépett a Föld légkörébe és elégett.

## Jellemzői
Az 508,3 kg induló tömegű Szputnyik–2 műhold 2 méter alapátmérőjű, 4 méter magas, kúp alakú űrkapszula volt, amely rádióadót, távolságmérő rendszert, egy vezérlőegységet, különböző tudományos műszereket és hőmérséklet-szabályozó rendszert tartalmazott. Különálló, légmentesen lezárt kabinban egy kísérleti kutyát vitt magával. Így Lajka kutya lett a világűrbe felemelkedett első Földlakó.
A televíziós felvételeket, melyeken kutyák láthatóak a Szputnyik–5 fedélzetén, sokszor tévesen mutatják a Szputnyik–2 kapcsán, mivel a jármű felszereléséhez nem tartozott videókamera.
Az első élőlény Föld körüli pályán Lajka kutya – eredeti nevén Kudrjavka –, egy 6 kg-os nőstény terrier volt. A Szputnyik–2 kárpitozott űrkabinja elég helyet biztosított számára, hogy lefeküdhessen és felállhasson. Élelmet és vizet automatikusan adagoltak számára zselés formában. Lajka egy hámot viselt az anyagcsere-termékek felfogására. A korai adatok szerint a kutya kissé izgatott volt, de evett az ételéből. Az utas biztonságos visszajuttatására a Földre nem volt lehetőség, így a tervek szerint Lajkát elaltatták volna 10 nap után, de a kutya néhány órán belül túlmelegedésben elpusztult. Ezt azonban csak 2002-ben hozták nyilvánosságra. Ez a kutatás szolgált az első adatokkal arról, hogyan viselkedik egy élő szervezet a világűrben.

## A Szputnyik–2 és a Van Allen sugárzási öv
Szputnyik–2 – amíg eléggé északon volt ahhoz, hogy a szovjetek a rádiójeleket fogadhassák –, nem került olyan magasra, hogy érzékelhesse a Van Allen sugárzási övet. Később Harry Messel ausztrál professzor volt az egyetlen, aki adatokkal szolgálhatott volna, mivel az űrjármű adatrögzítő eszközt nem vitt magával. Ennek ellenére a szovjetek nem voltak hajlandóak a kód kiadására, és az ausztrálok sem adták ki az adatokat. 1958-ban mégis együttműködve, megerősítették az Explorer–1, 3 és 4 kutatási eredményeit.

## Lásd még
- Szputnyik-program